# Uno-due (pugilato)
Nel pugilato si definisce uno-due la combinazione di due pugni, sferrati in rapida successione l'un l'altro.

## Utilizzo
La combinazione consiste nell'eseguire due diretti, il secondo dei quali è solitamente sferrato con maggior potenza rispetto al primo. È un attacco che risulta particolarmente efficace sulla breve distanza, tanto che alcuni pugili vi fanno ricorso all'inizio del round per cogliere di sorpresa l'avversario.